# Austrobdella bilobata
Austrobdella bilobata is een ringworm uit de familie van de Piscicolidae. De wetenschappelijke naam van de soort is voor het eerst geldig gepubliceerd in 1957 door Ingram.